# KV16
Ngôi mộ KV16 nằm trong Thung lũng của các vị Vua ở Ai Cập. Nó đã được sử dụng cho việc chôn cất của Pharaon Ramsses I của Vương triều 19. Nơi chôn cất được phát hiện bởi Giovanni Belzoni trong ngày 10 tháng 10 năm 1817.
Ramesses I đã cai trị ít hơn hai năm, ngôi mộ chỉ dài có hai mươi chín mét. Nó bao gồm hai cầu thang xuống, liên kết với một dốc hành lang và dẫn đến phòng chôn cất. Giống như ngôi mộ của Horemheb (KV57), ngôi mộ được trang trí với những họa tiết Cuốn Sách của Những cái cổng. Quan tài vẫn còn nguyên ở vị trí trong buồng chôn, được xây dựng bằng đá thạch anh đỏ.

## Bản đồ vị trí các ngôi mộ

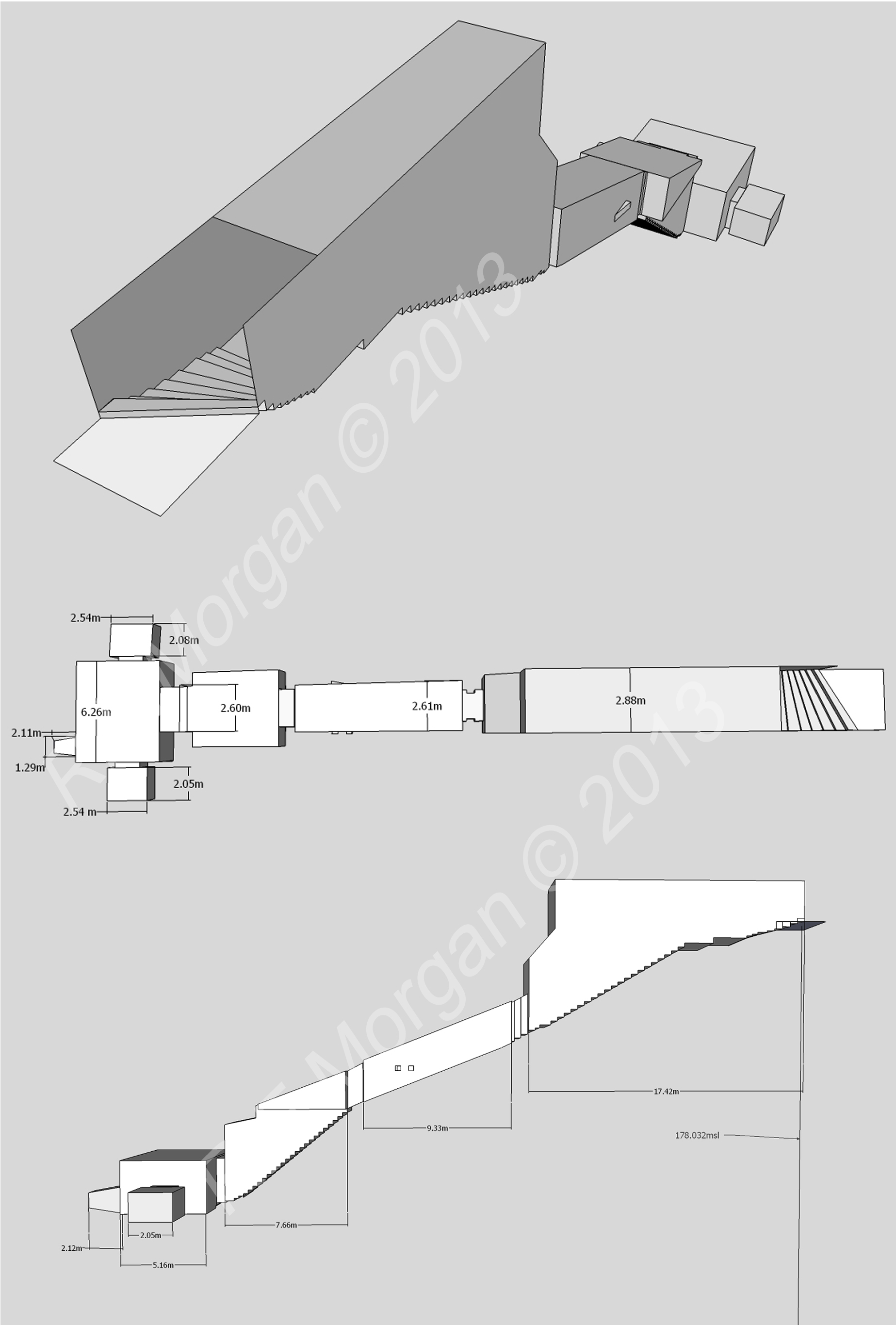
Hình ảnh của KV16 lấy từ một mô hình 3d